# Yunaika Crawford
Yunaika Crawford Rogert (Marianao, 2 november 1982) is een Cubaanse atlete, die is gespecialiseerd in het kogelslingeren. Ze werd Centraal-Amerikaans, Caribisch en Cubaans kampioene in deze discipline. In totaal nam ze tweemaal deel aan de Olympische Spelen en won hierbij één bronzen medaille.

## Loopbaan
Haar eerste succes boekte Crawford in 2001 met het winnen van een gouden medaille bij het kogelslingeren op de Pan-Amerikaanse jeugdkampioenschappen. In 2004 won ze een bronzen medaille op de Olympische Spelen van Athene. Met een persoonlijk record van 73,16 m eindigde ze achter de Russische Olga Koezenkova (goud) en haar landgenote Yipsi Moreno (zilver). Olga Koezenkova verbeterde bij deze wedstrijd het olympisch record tot 75,05.
Op de wereldkampioenschappen van 2005 in Helsinki werd ze in de kwalificatieronde uitgeschakeld. Twee jaar later in Osaka behaalde ze de finale wel, maar moest genoegen nemen met een twaalfde plaats met 67,56. Op de Olympische Spelen van 2008 in Peking was haar 66,16 niet voldoende om zich te plaatsen voor de finale.

## Titels
- Cubaans kampioene kogelslingeren - 2005, 2006
- Centraal-Amerikaans en Caribisch kampioene kogelslingeren - 2001
- Pan-Amerikaans jeugdkampioene kogelslingeren - 2001

## Persoonlijk record
| Onderdeel      | Prestatie | Datum            | Plaats |
| -------------- | --------- | ---------------- | ------ |
| kogelslingeren | 73,16 m   | 25 augustus 2004 | Athene |

## Palmares

### kogelslingeren
- 1998: 9e WK U20 - 56,01 m
- 1999:  WK U18 - 57,56 m
- 2000:  WK U20 - 59,98 m
- 2001:  Centraal-Amerikaanse en Caribische kamp. - 58,68 m
- 2001:  Pan-Amerikaanse jeugdkamp. - 63,20 m
- 2003:  Cubaanse kamp. - 70,69 m
- 2003:  Pan-Amerikaanse Spelen - 69,57 m
- 2004:  OS - 73,16 m
- 2005:  Cubaanse kamp. - 69,30 m
- 2005:  Centraal-Amerikaanse en Caribische kamp. - 66,75 m
- 2006:  Cubaanse kamp. - 71,92 m
- 2007: 12e WK - 67,56 m
- 2008: 16e in kwal. OS - 66,16 m
- 2012: 4e Ibero-Amerikaanse kamp. - 66,25 m